# 김성진 (1931년 11월)
김성진(金聖鎭, 1931년 11월 18일 ~ 2005년 2월 11일, 인천)은 육군 준장 출신이며 인하대학교 초빙교수를 지낸 대한민국 정치인이다.
육군사관학교를 11기로 졸업 후 소위로 임관했는데 이는 전두환, 노태우와 동기가 된다. 육사 11기 임관성적 1등을 차지했다. 이후 미국 일리노이 대학교에서 물리학 박사, 플로리다 대학교에서 기계공학 박사를 받았다.
1983년 체신부 장관, 1985년 과학기술처 장관을 지냈다.
전두환, 노태우 등과는 달리 그는 하나회에 가입하지 않았다.
| 전임 최순달 | 제33대 체신부 장관 1983년 10월 15일 ~ 1985년 2월 18일 | 후임 이자헌 |

| 전임 이정오 | 제6대 과학기술처 장관 1985년 2월 19일 ~ 1986년 1월 7일 | 후임 전학제 |